# Římskokatolická farnost Omlenice
Římskokatolická farnost Omlenice je zaniklým územním společenstvím římských katolíků v rámci českokrumlovského vikariátu českobudějovické diecéze.

## O farnosti

### Historie
Od roku 1722 existovala v Omleničce lokální duchovní správa a v témže roce byl vystavěn kostel, zasvěcený Panně Marii Bolestné a svatému Janu Nepomuckému. Duchovní správa byla v roce 1739 povýšena na samostatnou farnost. Od roku 1770 patřila farnost pod duchovní správu vyšebrodských cisterciáků. Ves byla později sloučena s vedlejší Omlenicí. Od 1. ledna 2020 byla farnost Omlenice začleněna do farnosti Kaplice.
| Kostel                                             | Místo     | Bohoslužba | Bohoslužba                                   | Poznámka     |
| -------------------------------------------------- | --------- | ---------- | -------------------------------------------- | ------------ |
| Kostel Panny Marie Bolestné a sv. Jana Nepomuckého | Omlenička | neděle     | 8.00 (střídavě Mše svatá a bohoslužba slova) | farní kostel |